# Nimses
Nimses — українська соціальна мережа для мобільних платформ Android та iOS. Це безкоштовний геолокаційний мобільний застосунок, який був доступний для завантажування в Google Play і App Store з лютого 2017 року. На момент 2021 року соціальна мережа припинила розвиток.

## Опис
Взаємодії всередині програми Nimses засновані на віртуальній валюті. За словами розробників Nimses дозволяє створювати, фіксувати, зберігати і накопичувати прожитий людиною час в його цифровому еквіваленті, вираженому в німах. Додаток в режимі реального часу показує всіх зареєстрованих користувачів, що перебувають у географічній близькості один до одного.
За даними розробників, соціальна мережа вже пройшла поріг в 2 мільйони користувачів.
«Nimses — єдина світова система, яка фіксує та зберігає прожитий час людського життя та дозволяє ним управляти. Після реєстрації в Nimses кожна хвилина життя людини перетворюється в один nim (нім), унікальний цифровий запис, що не зникає. Загальна кількість німів вироблених та отриманих однією людиною, накопичується в індивідуальному балансі, в nimb (німбі). Людина може керувати своїми німами, використовуючи безкоштовний геолокаційний додаток Nimses.
Час — це незворотній перебіг з минулого в майбутнє через сьогодення. Для окремої людини та для людства в цілому це означає неминучий лінійний рух в сторону якоїсь кінцевої точки. Іншими словами, час стрімко йде, його не повернути та не зупинити. Крім того, життя, як таке, можливе тільки в часі. Час друкується на всіх формах живої матерії, при цьому не маючи свого тіла. Час накладає відбиток на всіх формах живої матерії не маючи свого тіла. Час нематеріальний.
Nimses — концепція, яка наділяє час тілом, дозволяє його накопичувати та споживати. Світоглядна основа Nimses — це коло з 12 принципів, що визначають відношення людини та часу.» [Архівовано 21 серпня 2017 у Wayback Machine.]

## Закриття
Платформа Nimses припинила своє існування через кілька причин. Основними факторами стали:
1. Низька активність користувачів: Платформа не змогла залучити достатню кількість активних користувачів, що призвело до зниження інтересу до неї.
2. Конкуренція: Інші соціальні мережі та платформи з більшою базою користувачів і кращими функціями витіснили Nimses з ринку.
3. Фінансові труднощі: Відсутність стабільного джерела доходів і інвестицій у розвиток платформи також зіграли свою роль. У 2019 році стало відомо, що у Nimses виникли серйозні фінансові труднощі. Інвестори подали до суду на засновників проекту через невиплати та інші фінансові зобов'язання.
4. Відсутність оновлень: Додатки Nimses давно не оновлювалися, що також вплинуло на зниження активності користувачів[10].